# Черрі-Ридж Тауншип (округ Вейн, Пенсільванія)
Черрі-Ридж Тауншип (англ. Cherry Ridge Township) — селище (англ. township) в США, в окрузі Вейн штату Пенсільванія. Населення — 1913 особи (2020).

## Демографія
Згідно з переписом 2010 року, у селищі мешкало 1895 осіб у 773 домогосподарствах у складі 538 родин. Було 903 помешкання
Расовий склад населення:
| - 98,6 % — білих - 0,1 % — корінних американців - 0,1 % — чорних або афроамериканців - 0,1 % — азіатів |

До двох чи більше рас належало 1,1 %. Частка іспаномовних становила 2,0 % від усіх жителів.
За віковим діапазоном населення розподілялося таким чином: 21,4 % — особи молодші 18 років, 60,2 % — особи у віці 18—64 років, 18,4 % — особи у віці 65 років та старші. Медіана віку мешканця становила 44,7 року. На 100 осіб жіночої статі у селищі припадало 102,2 чоловіків;  на 100 жінок у віці від 18 років та старших — 98,1 чоловіків також старших 18 років.
Середній дохід на одне домашнє господарство  становив 64 428 доларів США (медіана — 49 875), а середній дохід на одну сім'ю — 79 392 долари (медіана — 65 583). Медіана доходів становила 50 326 доларів для чоловіків та 28 359 доларів для жінок. За межею бідності перебувало 10,0 % осіб, у тому числі 5,7 % дітей у віці до 18 років та 8,6 % осіб у віці 65 років та старших.
Цивільне працевлаштоване населення становило 860 осіб. Основні галузі зайнятості: освіта, охорона здоров'я та соціальна допомога — 27,4 %, роздрібна торгівля — 13,4 %, будівництво — 11,0 %.